# Colobanthus quitensis
Colobanthus quitensis (perla antàrtica o clavell antàrtic) és una de les dues plantes vasculars amb flors de la regió antàrtica, l'altra és la monocotiledònia Deschampsia antarctica mentre que Colobanthus quitensis és dicotiledònia.
L'epítet específic quitensis es refereix a Quito, ja que aquesta planta es presenta també en la serralada dels Andes. Present en una àrea molt disjunta, a la regió antàrtica es troba a les Illes Òrcades del Sud i en les Illes Shetland del Sud.
Amb motiu de l'escalfament global, aquesta espècie està en expansió.

## Sinonímia
- Sagina quitensis (Humboldt, Bonpland i Kunth)